# Station Stawiany
Station Stawiany is een spoorwegstation in de Poolse plaats Stawiany.